# Hanchahalli, Mandya
Hanchahalli là một làng thuộc tehsil Mandya, huyện Mandya, bang Karnataka, Ấn Độ.